# Adelinde

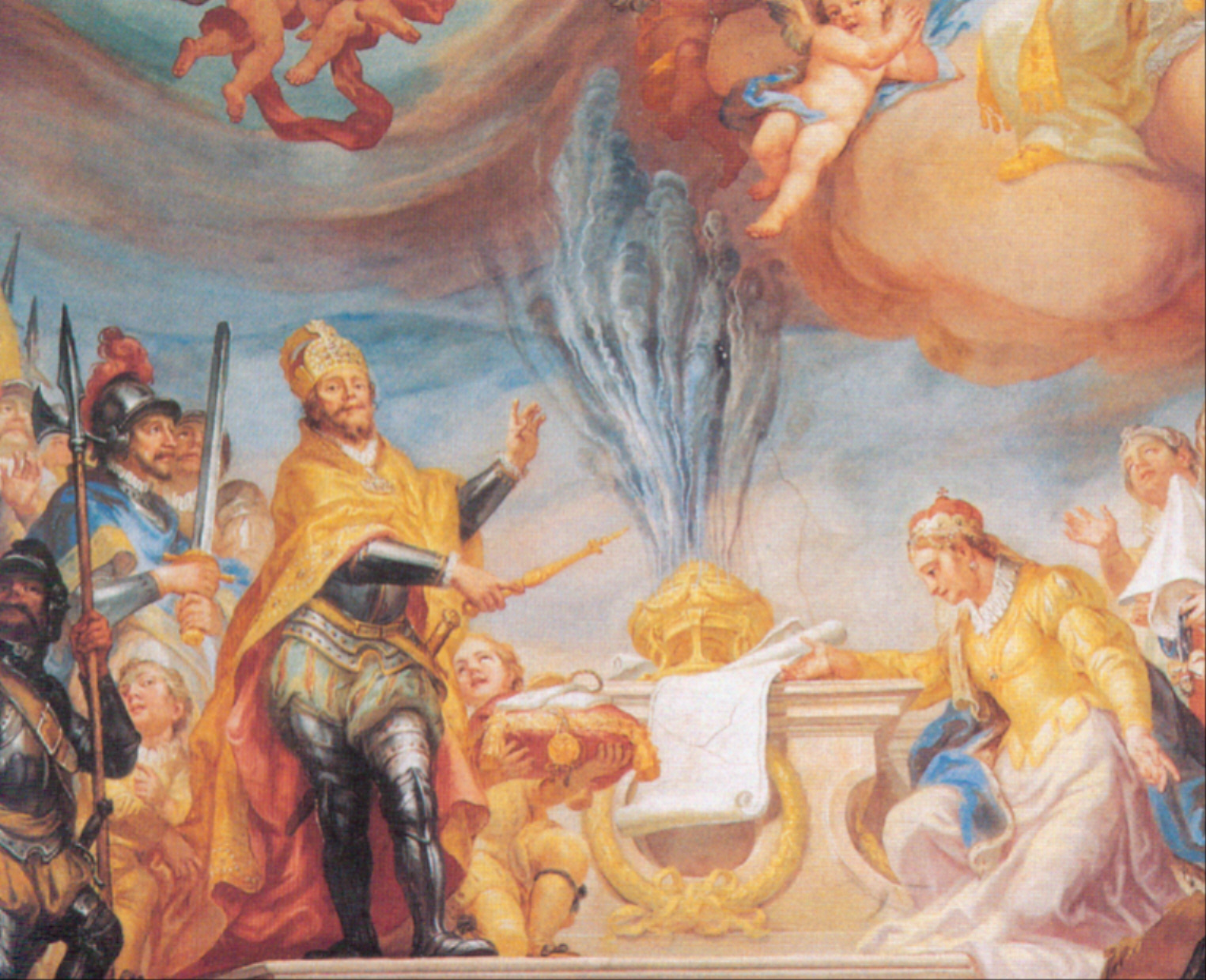
Adelinde pone l'atto di fondazione sull'altare

Adelinde (729 o 735 – 787) fu fondatrice dell'abbazia di Buchau nel 770.

## Origine
Figlia di Ildeprando duca di Spoleto (secondo Andreas Thiele), nacque nel monastero di Andechs. Nel 750 si sposò con Guerino di Turgovia. Nipote di Tassilone II di Baviera.

## Biografia

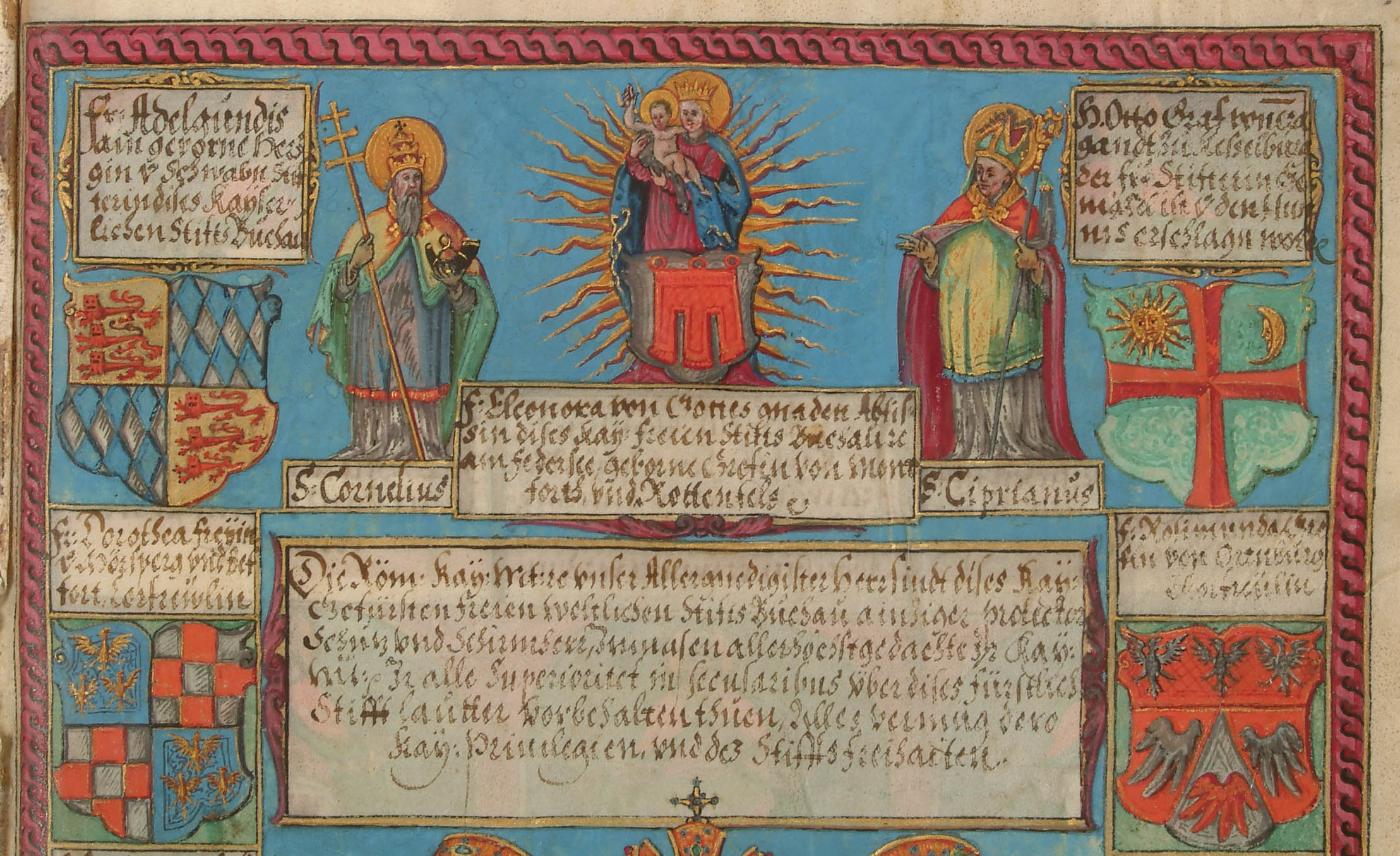
A sinistra in alto, lo stemma di Guerino e Adelinde fondatori dell'Abbazia di Buchau nel 770

Adelinde era sposata con Warisius o Guerino, entrambi sono i fondatori del monastero di Buchau 770. Essa era figlia di Ildeprando duca di Spoleto. Secondo il cronista Eccardo IV, la discendenza nobile della casata alla famiglia dei Welfen o Guelfi, risale a Warisius o Guerino, nominato dal sovrano carolingio, assieme al pari dignitario conte Ruthard († prima del 31 agosto 790), in qualità di administratores Alamanniae.
Secondo la leggenda, il monastero di Buchau venne fondata nel 770 sull'isola del fiume Federsee. Adelinde continua tutt'oggi ad essere commemorata nella locale Adelindisfest. Il convento di Buchau venne posto sotto sicura rendita finanziaria da Ludovico il Pio, il quale nell'819 garantì alle monache le proprietà già acquisite a Saulgau ed a Mengen. Nell'857, Ludovico il Germanico lo dichiarò una casa religiosa privata della famiglia imperiale carolingia, nominando a badessa sua figlia Irmingarda († 16 luglio 866).
Non si sa niente circa la tomba di Adelinde, si sa solo che passo tutta la sua vita a Buchau, sulla base di documenti fino ad oggi trovati. L'anniversario della morte e il 28 agosto, a Buchau ogni due anni, in sua memoria si celebra la sua festa.

## Discendenza
Adelinde aveva sposato Guerino, da cui ebbe due figli sono:
- Swabo;
- Isanbard (?750-806) conte di Turgovia, dalla prima moglie, Ermentrude di Svevia.[2] Essi ebbero due figli: Erchemnar di Turgovia (?758) e Guerino di Provenza (?777–853).[2] Egli si risposò con Thiedrada (Thietrate),[2] di origine carolingia, e ed essi ebbero Hedwig (833),[9] che sposò Guelfo I capostipite del casato dei Guelfi.[10]